# Hrvatski Nogometni Klub Rijeka 2015-2016
Questa voce raccoglie le informazioni riguardanti il Hrvatski Nogometni Klub Rijeka nelle competizioni ufficiali della stagione 2015-2016.

## Stagione
In 1.HNL il Rijeka si classificò al secondo posto staccato di otto punti dalla Dinamo Zagabria. In Coppa di Croazia fu eliminato in semifinale. In Europa League fu eliminato al secondo turno preliminare.

## Rosa
Aggiornata al 14 maggio 2016
| N. |                               | Ruolo | Calciatore       |
| -- | ----------------------------- | ----- | ---------------- |
| 1  | Croazia (bandiera)            | P     | Ivan Vargić      |
| 31 | Croazia (bandiera)            | P     | Ivan Nevistić    |
| 32 | Croazia (bandiera)            | P     | Andrej Prskalo   |
| 4  | Croazia (bandiera)            | D     | Frane Ikić       |
| 6  | Macedonia del Nord (bandiera) | D     | Stefan Ristovski |
| 8  | Macedonia del Nord (bandiera) | D     | Leonard Zuta     |
| 13 | Croazia (bandiera)            | D     | Marko Lešković   |
| 15 | Croazia (bandiera)            | D     | Matej Mitrović   |
| 19 | Slovenia (bandiera)           | D     | Miral Samardžič  |
| 21 | Slovenia (bandiera)           | D     | Aleš Mejač       |
| 24 | Croazia (bandiera)            | D     | Mateo Bertoša    |
| 29 | Montenegro (bandiera)         | D     | Marko Vešović    |
| 33 | Croazia (bandiera)            | D     | Mihael Rebernik  |

| N. |                       | Ruolo | Calciatore       |
| -- | --------------------- | ----- | ---------------- |
| 7  | Croazia (bandiera)    | C     | Marin Tomasov    |
| 10 | Romania (bandiera)    | C     | Florentin Matei  |
| 16 | Croazia (bandiera)    | C     | Ivan Močinić     |
| 18 | Croazia (bandiera)    | C     | Filip Bradarić   |
| 22 | Montenegro (bandiera) | C     | Asmir Kajević    |
| 23 | Albania (bandiera)    | C     | Odise Roshi      |
| 26 | Croazia (bandiera)    | C     | Mate Maleš       |
| 30 | Croazia (bandiera)    | C     | Josip Brezovec   |
| 40 | Nigeria (bandiera)    | C     | Gerald Diyoke    |
| 9  | Albania (bandiera)    | A     | Bekim Balaj      |
| 11 | Slovenia (bandiera)   | A     | Roman Bezjak     |
| 17 | Svizzera (bandiera)   | A     | Mario Gavranović |
| 20 | Croazia (bandiera)    | A     | Dario Vizinger   |

## Risultati

### MAXtv Prva Liga
| Zaprešić 10 luglio 2015, ore 20:00 CEST (UTC+2) 1ª giornata | Inter Zaprešić          | 0 – 0 referto | Rijeka | ŠRC Zaprešić (3 380 spett.)\| Arbitro: \| Goran Gabrilo (Spalato) \| |
| Arbitro:                                                    | Goran Gabrilo (Spalato) |               |        |                                                                      |

| Arbitro: | Dalibor Mlakar (Zagabria) |

|                             |           |                                  |
| Bezjak 45+1’, 82’ Balaj 67’ | Marcatori | 9’, 48’ (rig.) Ejupi 88’ Križman |

| Arbitro: | Damir Batinić (Osijek) |

|                               |           |                           |
| Boban 26’, 34’ Krovinović 73’ | Marcatori | 24’, 32’ Balaj 78’ Bezjak |

| Arbitro: | Duje Strukan (Spalato) |

|                                   |           |                  |
| Leovac 6’ Bezjak 36’ Sharbini 60’ | Marcatori | 25’ Andrijašević |

| Zagabria 8 agosto 2015, ore 21:00 CEST (UTC+2) 5ª giornata | Dinamo Zagabria       | 0 – 0 referto | Rijeka | Maksimir (5 200 spett.)\| Arbitro: \| Mario Zebec (Cestica) \| |
| Arbitro:                                                   | Mario Zebec (Cestica) |               |        |                                                                |

| Fiume 15 agosto 2015, ore 19:00 CEST (UTC+2) 6ª giornata | Rijeka                      | 0 – 0 referto | Hajduk Spalato | Rujevica (5 287 spett.)\| Arbitro: \| Marijo Strahonja (Zagabria) \| |
| Arbitro:                                                 | Marijo Strahonja (Zagabria) |               |                |                                                                      |

| Arbitro: | Tihomin Pejin (Donji Miholjac) |

|  |           |                 |
|  | Marcatori | 7’, 84’ Tomasov |

| Arbitro: | Duje Strukan (Spalato) |

|                                                       |           |  |
| Balaj 16’, 49’ Bezjak 32’ Mitrović 43’ Sharbini 90+3’ | Marcatori |  |

| Arbitro: | Fran Jović (Zagabria) |

|  |           |           |
|  | Marcatori | 9’ Bezjak |

| Fiume 19 settembre 2015, ore 19:15 CEST (UTC+2) 10ª giornata | Rijeka                              | 0 – 0 referto | Inter Zaprešić | Rujevica (4 221 spett.)\| Arbitro: \| Ante Vučemilović-Šimunović (Osijek) \| |
| Arbitro:                                                     | Ante Vučemilović-Šimunović (Osijek) |               |                |                                                                              |

| Koprivnica 26 settembre 2015, ore 19:00 CEST (UTC+2) 11ª giornata | Slaven Belupo          | 0 – 0 referto | Rijeka | Gradski (744 spett.)\| Arbitro: \| Damir Batinić (Osijek) \| |
| Arbitro:                                                          | Damir Batinić (Osijek) |               |        |                                                              |

| Arbitro: | Igor Križarić (Čakovec) |

|                                             |           |           |
| Moisés 3’ Roshi 79’ Radošević 83’ Balaj 85’ | Marcatori | 88’ Boban |

| Arbitro: | Damir Batinić (Osijek) |

|           |           |                        |
| Perić 23’ | Marcatori | 48’ Maleš 71’ Lešković |

| Arbitro: | Marko Matoc (Zaprešić) |

|                              |           |              |
| Samardžić 50’ Sharbini 90+1’ | Marcatori | 6’ Fernandes |

| Arbitro: | Marijo Strahonja (Zaprešić) |

|  |           |                                  |
|  | Marcatori | 28’ Bezjak 42’ Tomasov 50’ Balaj |

| Arbitro: | Fran Jović (Zagabria) |

|                         |           |                  |
| Samardžić 3’ Bezjak 37’ | Marcatori | 49’ (rig.) Mršić |

| Arbitro: | Marko Matoc (Zaprešić) |

|                     |           |            |
| Škorić 90+4’ (rig.) | Marcatori | 45’ Bezjak |

| Arbitro: | Tihomin Pejin (Donji Miholjac) |

|             |           |  |
| Tomasov 18’ | Marcatori |  |

| Zaprešić 4 dicembre 2015, ore 18:00 CET (UTC+1) 19ª giornata | Inter Zaprešić        | 0 – 0 referto | Rijeka | ŠRC Zaprešić (514 spett.)\| Arbitro: \| Mario Zebec (Cestica) \| |
| Arbitro:                                                     | Mario Zebec (Cestica) |               |        |                                                                  |

| Arbitro: | Damir Batinić (Osijek) |

|             |           |          |
| Tomasov 25’ | Marcatori | 71’ Arap |

| Arbitro: | Duje Strukan (Spalato) |

|  |           |                 |
|  | Marcatori | 53’, 63’ Bezjak |

| Arbitro: | Andrej Burilo (Osijek) |

|                            |           |  |
| Tomasov 18’ Gavranović 26’ | Marcatori |  |

| Arbitro: | Ante Vučemilović-Šimunović (Osijek) |

|                               |           |  |
| Soudani 64’, 90+2’ Sigali 83’ | Marcatori |  |

| Arbitro: | Damir Batinić (Osijek) |

|               |           |  |
| Samardžić 49’ | Marcatori |  |

| Arbitro: | Dalibor Mlakar (Zagabria) |

|              |           |                          |
| Rrahmani 45’ | Marcatori | 32’ Gavranović 74’ Balaj |

| Arbitro: | Fran Jović (Zagabria) |

|                             |           |                      |
| Gavranović 52’ Bezjak 90+3’ | Marcatori | 89’ (rig.) Perošević |

| Arbitro: | Ante Vučemilović-Šimunović (Osijek) |

|  |           |             |
|  | Marcatori | 52’ Tomasov |

| Arbitro: | Duje Strukan (Spalato) |

|                                                   |           |  |
| Tomasov 4’ Gavranović 18’ Samardžić 65’ Balaj 67’ | Marcatori |  |

| Koprivnica 2 aprile 2016, ore 19:00 CEST (UTC+2) 29ª giornata | Slaven Belupo         | 0 – 0 referto | Rijeka | Gradski (1 507 spett.)\| Arbitro: \| Fran Jović (Zagabria) \| |
| Arbitro:                                                      | Fran Jović (Zagabria) |               |        |                                                               |

| Arbitro: | Željko Frković (Gospić) |

|                                   |           |  |
| Bradarić 19’ Bezjak 21’ Matei 51’ | Marcatori |  |

| Arbitro: | Marko Matoc (Zaprešić) |

|  |           |                |
|  | Marcatori | 59’ Gavranović |

| Fiume 19 aprile 2016, ore 20:00 CEST (UTC+2) 32ª giornata | Rijeka                | 0 – 0 referto | Dinamo Zagabria | Rujevica (5 685 spett.)\| Arbitro: \| Bruno Marić (Daruvar) \| |
| Arbitro:                                                  | Bruno Marić (Daruvar) |               |                 |                                                                |

| Arbitro: | Fran Jović (Zagabria) |

|           |           |                            |
| Sušić 25’ | Marcatori | 57’ Vešović 79’ Gavranović |

| Fiume 1 maggio 2016, ore 19:00 CEST (UTC+2) 34ª giornata | Rijeka                              | 0 – 0 referto | RNK Spalato | Rujevica (2 522 spett.)\| Arbitro: \| Ante Vučemilović-Šimunović (Osijek) \| |
| Arbitro:                                                 | Ante Vučemilović-Šimunović (Osijek) |               |             |                                                                              |

| Arbitro: | Bruno Marić (Daruvar) |

|           |           |                |
| Lukić 90’ | Marcatori | 54’ Gavranović |

| Arbitro: | Goran Gabrilo (Spalato) |

|                          |           |  |
| Vešović 31’ Brezovec 52’ | Marcatori |  |

Fonte: Croatian Football Federation

### Coppa di Croazia
| Arbitro: | Fran Jović (Zagabria) |

|  |           |                                                                                           |
|  | Marcatori | 7’ Moisés 21’, 50’, 71’, 78’ Tomasov 31’, 34’ Samardžić 41’ Balaj 81’ Bezjak 89’ Bradarić |

| Arbitro: | Dalibor Mlakar (Zagabria) |

|  |           |                                  |
|  | Marcatori | 54’ Tomasov 70’ Bezjak 79’ Roshi |

| Arbitro: | Bruno Marić (Daruvar) |

|  |           |            |
|  | Marcatori | 65’ Bezjak |

| Arbitro: | Mario Zebec (Cestica) |

|                      |           |                 |
| Bezjak 10’ Matei 15’ | Marcatori | 71’ Christensen |

| Arbitro: | Damir Batinić (Osijek) |

|                                   |           |  |
| Ejupi 43’ Ozobić 54’ Pokrivač 72’ | Marcatori |  |

Fonte: Croatian Football Federation

### UEFA Europa League
| Arbitro: | Amaury Delerue |

|  |           |                                      |
|  | Marcatori | 38’ Considine 52’ Pawlett 75’ McLean |

| Arbitro: | Marco Guida |

|                      |           |                        |
| McGinn 64’ Hayes 72’ | Marcatori | 58’ Tomasov 63’ Kvržić |

Fonte: uefa.com